# Jean-Marie Le Pen

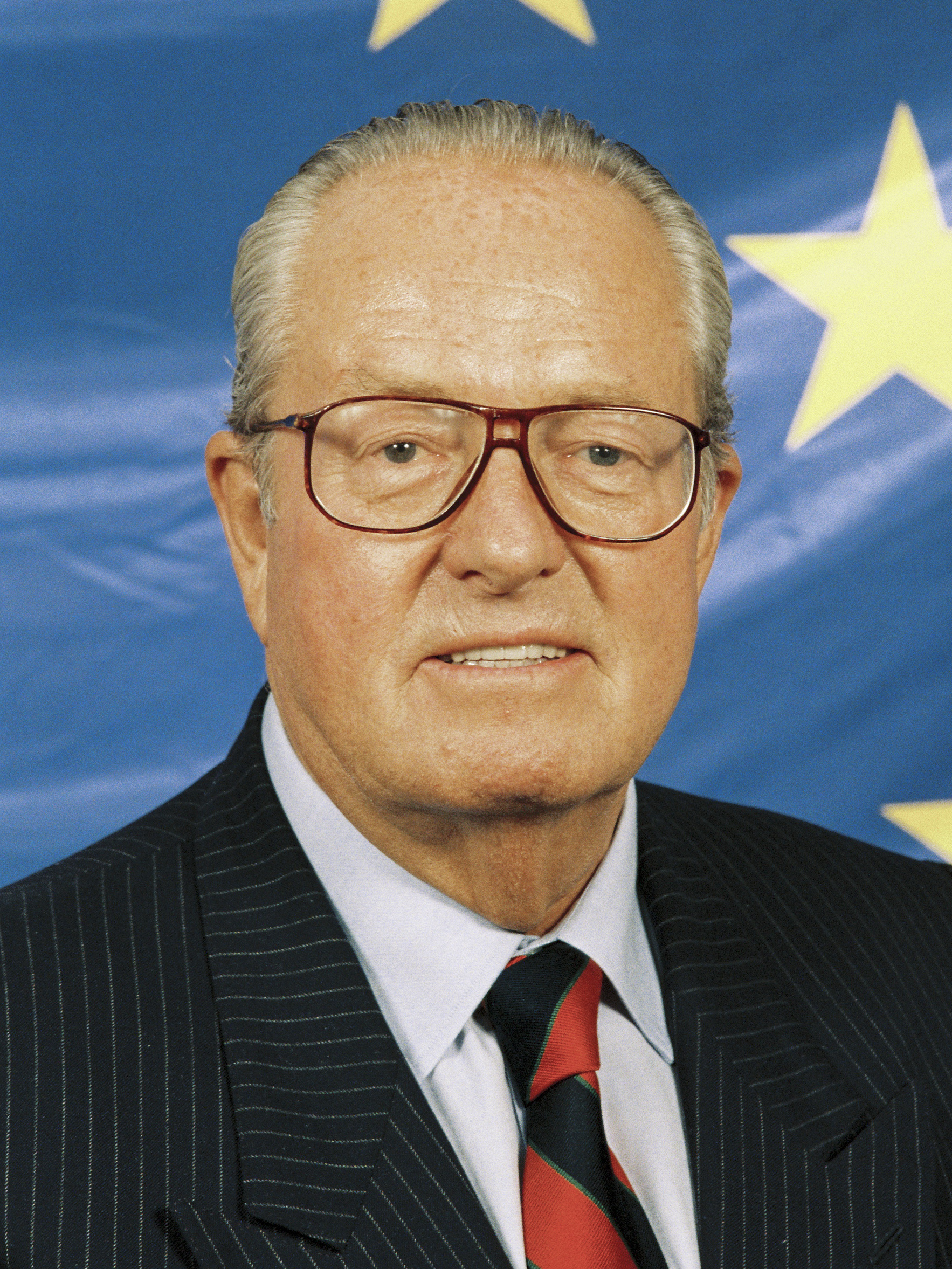
Jean-Marie Le Pen (1994)

Jean-Marie Louis Le Pen [lə̹ˈpɛn] (* 20. Juni 1928 in La Trinité-sur-Mer, Département Morbihan; † 7. Januar 2025 in Garches, Département Hauts-de-Seine) war ein französischer rechtsextremer Politiker. Le Pen gründete die Partei Front National und war von 1972 bis 2011 ihr Vorsitzender, der unter anderem dadurch auffiel, dass er den Holocaust leugnete. Im August 2015 schloss ihn die inzwischen von seiner Tochter Marine Le Pen geführte Partei wegen „schwerer Verfehlungen“ aus.
Im Lauf seiner politischen Karriere trat Jean-Marie Le Pen bei fünf Präsidentschaftswahlen an und kam 2002 überraschend in die Stichwahl gegen Jacques Chirac. Von 1984 bis 2003 und von 2004 bis 2019 war Le Pen Abgeordneter im Europäischen Parlament. Er war Vorsitzender der Fraktion der Europäischen Rechten (1984–1989) und der Technischen Fraktion der Europäischen Rechten (1989–1994). Von 1999 bis 2001 war er Mitglied der Technischen Fraktion der unabhängigen Abgeordneten sowie von Januar bis November 2007 der Fraktion Identität, Tradition, Souveränität; in der übrigen Zeit war er fraktionslos.

## Leben

### Kindheit und Jugend
Le Pen wurde 1928 im Département Morbihan als Sohn eines Fischers und einer Näherin geboren. Die Familie stammt aus der Bretagne, wo Le Pen auch aufwuchs. 1942 starb sein Vater, als dessen Boot auf eine Mine fuhr. Nach seiner Schullaufbahn auf einer Jesuitenschule in Vannes und auf Lycées in Lorient und Saint-Germain-en-Laye studierte er ab 1947 Rechts- und Politikwissenschaften in Paris. In seiner Studienzeit war er von 1949 bis 1951 Vorsitzender des Studentenbundes der juristischen Fakultät, den er antikommunistisch ausrichtete. Er stand in dieser Zeit der monarchistisch-nationalistischen Action française nahe. Als Vorsitzender des Studentenbundes wurde Le Pen abgesetzt, nachdem er einen Priester bedroht hatte, der ihm wegen „offenkundiger Trunkenheit“ die Kommunion verweigert hatte.

### Fallschirmjäger und Offizier der Fremdenlegion
1953 trat Le Pen den französischen Fallschirmjägern bei. Nach der für Frankreich desaströsen Schlacht um Điện Biên Phủ wurde seine Einheit nach Ostasien verlegt, und so erlebte er noch die letzten Wochen des Indochinakriegs. Dort wechselte er, inzwischen zum Offizier (Sous-lieutenant) aufgestiegen, zu den Fallschirmjägern der Fremdenlegion (1er bataillon étranger de parachutistes). 1956 diente Le Pen nach der Suezkrise kurz in Ägypten und wurde 1956/1957 im Kampf gegen die FLN (Front de Libération Nationale) im Algerienkrieg eingesetzt.
Mehrere französische Zeitungen, darunter Le Monde, warfen ihm im Jahr 2000 vor, dass er während seiner Zeit in Algerien vermeintliche oder tatsächliche Mitglieder der FLN gefoltert habe. Dies hatte Le Pen sowohl 1957 in einer Parlamentsrede als auch 1962 in einem Interview der Zeitschrift Combat eingeräumt und gerechtfertigt. Trotzdem strengte er eine Verleumdungsklage gegen Le Monde an, die der französische Kassationsgerichtshof abwies. Unter anderem wurde ein an einem Mordtatort zurückgelassenes HJ-Fahrtenmesser mit dem eingravierten Namen Le Pens auf der Scheide als Beweis vorgelegt. 2024 publizierte der Historiker Fabrice Riceputi das Buch Le Pen et la torture, das die Geschichte der Folterpraxis von Jean-Marie Le Pen anhand verschiedener Quellen, wie Berichte von Opfern und Zeugen, Polizeiberichte, journalistische Ermittlungen und Dokumente aus Militärarchiven, nachzeichnet.

### Politische Laufbahn
Le Pen wurde bei der Wahl am 2. Januar 1956 als jüngster Abgeordneter der von Pierre Poujade geführten populistischen Union de défense des commerçants et artisans (UDCA) in die französische Nationalversammlung gewählt, um den 1. Wahlkreis von Paris zu vertreten. Er leitete damals die Jugendorganisation der UDCA, Union de défense de la jeunesse française. Von Oktober 1956 bis Januar 1957 unterbrach er seine Abgeordnetentätigkeit, um im Algerienkrieg zu kämpfen. Angesichts der Suezkrise und des Erstarkens der FLN in Algerien zerstritt er sich mit Poujade, da Le Pen die Bewegung in eine radikaler nationalistische und militantere Richtung führen wollte als Poujade. Im Mai 1957 wurde Le Pen aus der UDCA ausgeschlossen. Zusammen mit Jean-Maurice Demarquet gründete er daraufhin den Front national des combattants (FNC). Nach Gründung der fünften Republik wurde Le Pen im 3. Wahlkreis von Paris im November 1958 erneut als Abgeordneter gewählt. Er schloss sich der Fraktion Indépendants et paysans d’action sociale (IPAS) an, die dem Centre national des indépendants et paysans (CNIP) nahestand. Die FNC wurde im April 1961 aufgelöst.
Nachdem Le Pen bei der Wahl im November 1962 den erneuten Einzug in die Assemblée nationale verpasst hatte, gründete er das Unternehmen Serp (Société d’étude et de relations publiques), das historische Reden und Lieder verlegte. Er leitete zur Präsidentschaftswahl 1965 die Wahlkampagne für den Kandidaten der extremen Rechten, Jean-Louis Tixier-Vignancour, der mit 5,2 % der Stimmen auf den vierten Platz kam. Anfang 1966 kam es zum Bruch mit Tixier-Vignancour, der Le Pen vorwarf, seiner Bewegung durch taktische Fehler bei der Kommunalwahl und durch die Veröffentlichung von Naziliedern bei Serp geschadet zu haben. Er gründete 1972 die rechtsextreme Partei Front National (FN) und war bis Anfang 2011 ohne Unterbrechung deren Vorsitzender. Sie war stark auf seine Person ausgerichtet.
Am 2. November 1976 wurde auf sein Mietshaus im 15. Arrondissement ein Bombenanschlag verübt. Verletzt wurde niemand, die zwanzig Kilogramm Sprengstoff rissen aber einen Krater ins Treppenhaus. Der oder die Täter konnten nie ermittelt werden.
Bei der Europawahl im Juni 1984 erhielt der FN 10,9 % der Stimmen; Le Pen zog erstmals ins Europaparlament ein. Auch nach den folgenden Wahlen 1989 (11,7 %), 1994 (10,5 %), 1999 (5,7 %), 2004 (9,8 %), 2009 (6,3 %) und 2014 (24,9 %) zog er wieder ins Europaparlament ein. Von 1984 bis 1989 war er Vorsitzender der Fraktion der Europäischen Rechten, der u. a. Abgeordnete des FN und der italienischen neofaschistischen MSI angehörten. Von 1989 bis 1994 hatte Le Pen den Vorsitz der Technischen Fraktion der Europäischen Rechten (DR), die hauptsächlich aus Europaparlamentariern des FN und der deutschen Republikaner bestand. In den folgenden Legislaturperioden war er meist fraktionslos. Durch ein Dekret des Premierministers Lionel Jospin wurde Le Pen im Jahre 2000 vom Europäischen Parlament suspendiert und verlor 2003 seinen Sitz.
Bei der französischen Parlamentswahl 1986, die ausnahmsweise nach Verhältniswahlrecht abgehalten wurde, zog Le Pen zudem erneut in die Assemblée nationale ein, der er bis 1988 angehörte. Er war Vorsitzender der Fraktion Front national – Rassemblement national, die 35 Abgeordnete des FN und des CNIP umfasste. Dann kehrte man zur Mehrheitswahl zurück, bei der der Front National kaum Chancen hatte.
Sein Einzug in die Stichwahlen zur französischen Präsidentschaftswahl gegen Jacques Chirac im Jahr 2002 kann als sein größter politischer Erfolg gelten. Bei den Regionalwahlen 2004 untersagte der zuständige Präfekt der Region Provence-Alpes-Côte d’Azur Le Pen die Kandidatur im Wahlkreis Nizza aus formalen Gründen. Versuche des Front National, diesen Vorgang als Verschwörung gegen Le Pen darzustellen und so in der Wählergunst zu steigen, scheiterten. Die Wahl brachte dem FN nur geringe Stimmenzuwächse; landesweit erzielte er etwa 12,6 % der Stimmen.

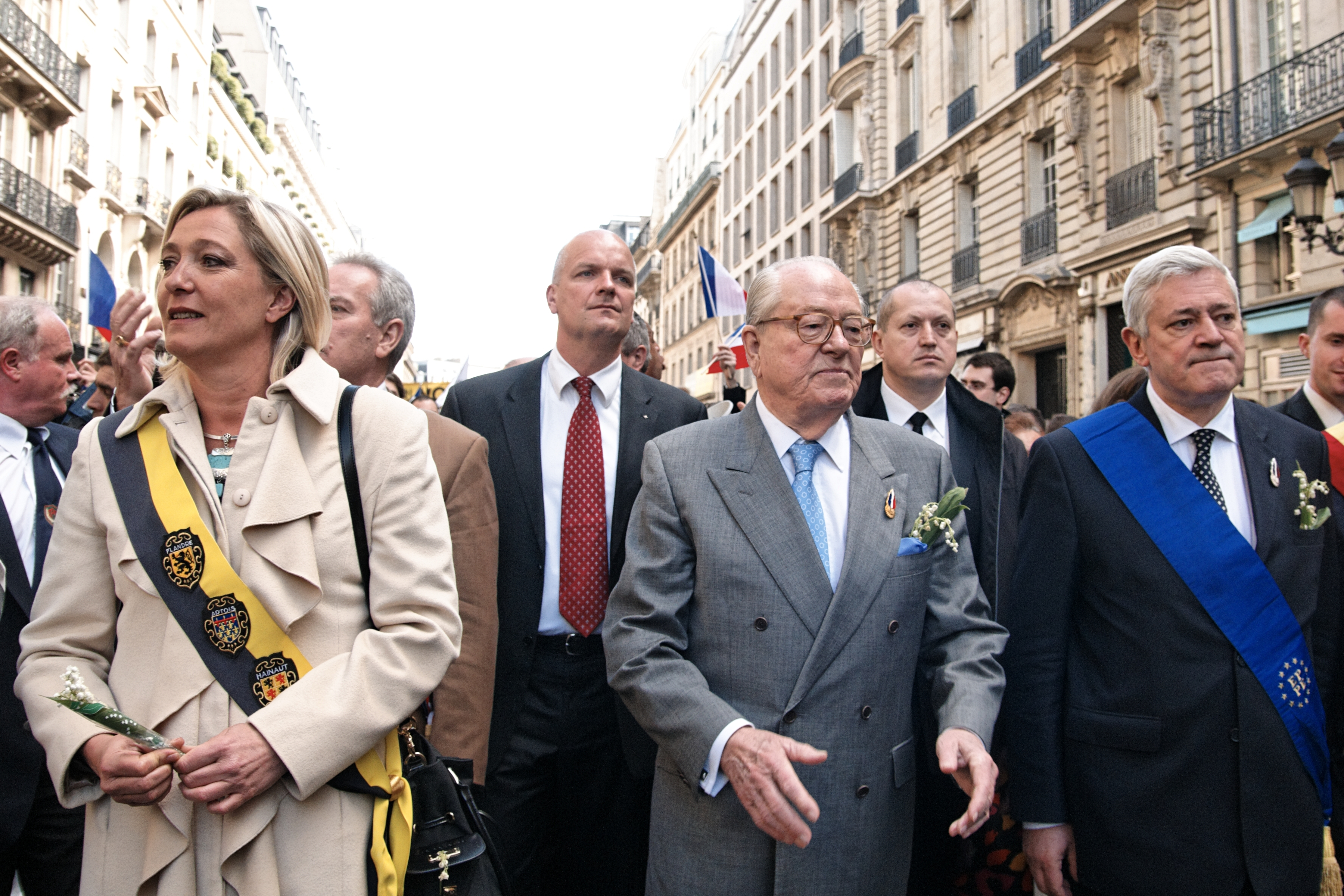
Le Pen mit seiner Tochter Marine (links) und seinem Stellvertreter Bruno Gollnisch (rechts), 2010

Am 16. Januar 2011 trat seine Tochter Marine Le Pen die Nachfolge als Vorsitzende des Front National an, nachdem sie sich einen Tag zuvor gegen den Parteivize Bruno Gollnisch mit einer Zweidrittelmehrheit durchgesetzt hatte. Sie bemühte sich um eine „Entdämonisierung“ der Partei und distanzierte sich dazu vom offenen Rassismus und Antisemitismus ihres Vaters. Im Mai 2015 setzte der FN nach wiederholten antisemitischen Äußerungen die Parteimitgliedschaft Le Pens aus. Im August 2015 wurde Le Pen wegen „schwerer Verfehlungen“ aus dem FN ausgeschlossen. Danach trat er offen als Kritiker seiner Tochter Marine Le Pen auf, deren politischen Kurs der Öffnung des mittlerweile in „Rassemblement National“ (RN) umgetauften FN er bekämpfte. 2021 erklärte er zeitweise seinen Zuspruch für die mögliche Kandidatur von Éric Zemmour für die französische Präsidentschaftswahl im Mai 2022, der politisch eine scharf rechte Position bezog, sich aber vom RN abgrenzte.

#### Politische Mandate
- 1956–1962: Abgeordneter der Nationalversammlung
- 1983: Stadtrat für das 20. Pariser Arrondissement
- 1984–2003, 2004–2019: Mitglied des Europaparlaments
- 1993–2004: Regionalrat von Provence-Alpes-Côte d’Azur

#### Präsidentschaftswahlen

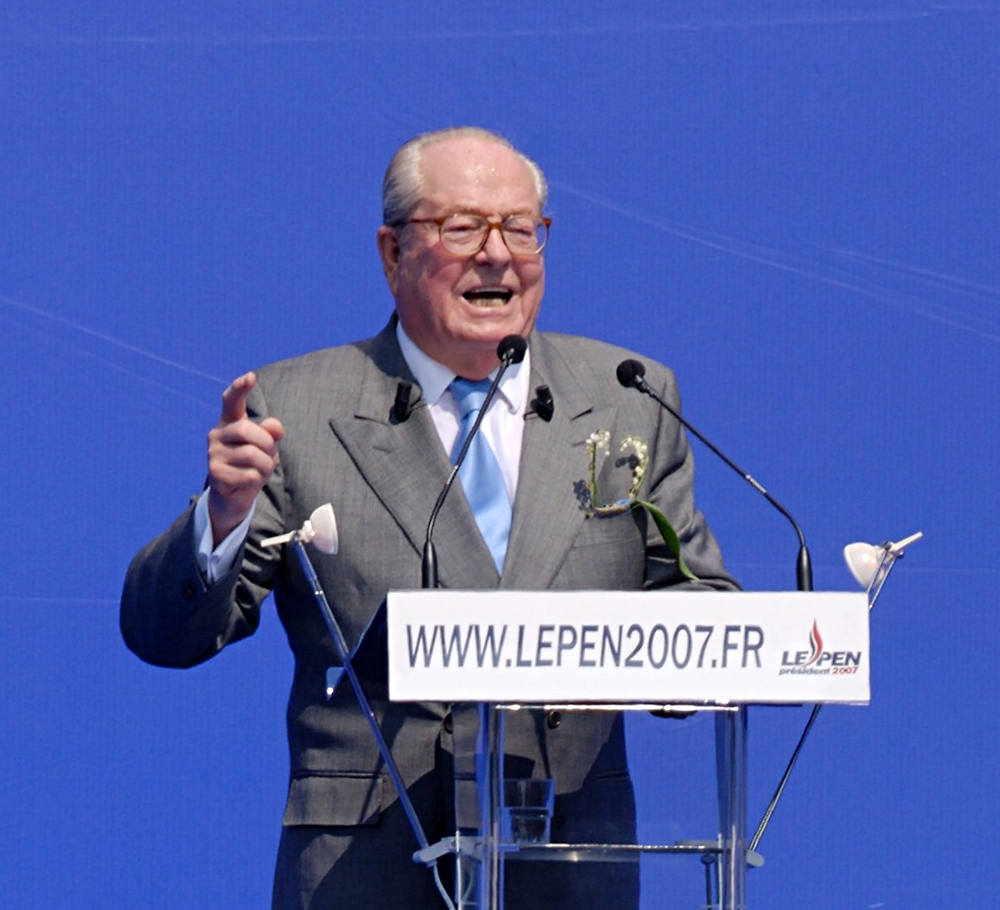
Le Pen im Präsidentenwahlkampf 2007

Erstmals trat Le Pen bei den Präsidentschaftswahl 1974 an und erreichte 0,73 % der Stimmen. Im Jahr 1981 schaffte er es nicht, die erforderlichen 500 Unterstützungs-Unterschriften von gewählten Volksvertretern zu erhalten, und wurde folglich nicht als Kandidat zur Präsidentschaftswahl 1981 zugelassen. Im ersten Wahlgang der Präsidentschaftswahl 1988 vom 24. April 1988 erreichte er 14,4 % der Stimmen bei einer Wahlbeteiligung von 81,38 %. Er lag damit nur gut zwei Prozentpunkte hinter dem früheren Ministerpräsidenten Raymond Barre. Bei der Präsidentschaftswahl 1995 erreichte Le Pen erneut ein relativ hohes Ergebnis von 15,3 %.

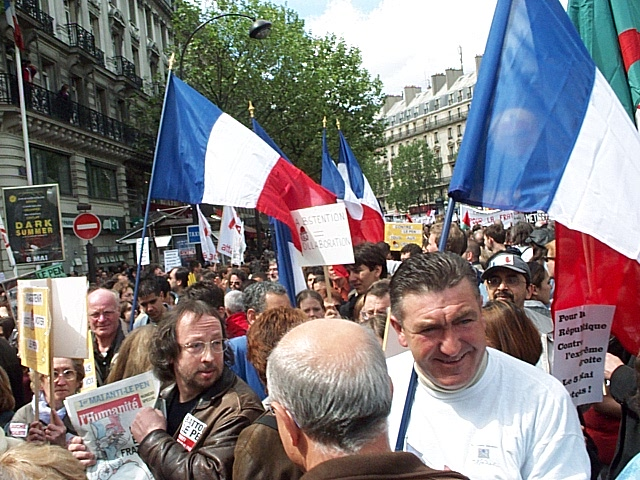
Paris: Demonstration gegen Le Pen

Nachdem Le Pen zur Präsidentschaftswahl 2002 erneut Schwierigkeiten gehabt hatte, 500 unterstützende Stimmen von Politikern für die Zulassung zur Wahl zu erhalten, setzte er sich im ersten Wahlgang überraschend mit 16,86 % der Stimmen gegen den Kandidaten der Sozialisten, Lionel Jospin, durch und erreichte den zweiten Wahlgang. Nach landesweiten Protesten unterlag er allerdings mit einem Rekordabstand von 17,79 % gegen 82,21 % dem Amtsinhaber Jacques Chirac, der als kleineres Übel nun auch von der politischen Linken unterstützt wurde.
Bei der Präsidentschaftswahl 2007 trat Le Pen erneut für den FN an. Von der Idee des absoluten Einwanderungsstopps rückte er in diesem Wahlkampf ab und behauptete, der größte Teil der Unschlüssigen werde für ihn stimmen – sie trauten sich lediglich nicht, es den Meinungsforschern zu sagen. Den Euro, der seiner Meinung nach die Ursache einer Erhöhung der Lebenshaltungskosten von 40 % war, werde er als Präsident sofort zugunsten des Francs wieder abschaffen. Weiterhin behauptete er, dass er alle Möglichkeiten ergreifen würde, die Türkei daran zu hindern, Mitglied der Europäischen Union zu werden. Es sei eine Aufgabe Europas, die slawisch-orthodoxen, europäischen Völker vollständig in die EU zu integrieren. Eine EU mit einem Nordbogen von Brest bis Wladiwostok sei seine Vision. Er sprach sich für ein Ministerium für Einwanderung und nationale Identität aus; französische Firmen sollten vor der Übernahme durch ausländische Betriebe geschützt und die Bevölkerung vor der Globalisierung bewahrt werden. Mit 10,44 % der abgegebenen Stimmen im ersten Wahlgang 2007 errang Le Pen den vierten Platz hinter Nicolas Sarkozy, Ségolène Royal und François Bayrou und erreichte somit nicht die zweite Runde des Wahlgangs.
Präsidentschaftswahlergebnisse im Überblick
| Wahljahr | 1. Runde  | 1. Runde | 2. Runde  | 2. Runde |
|          | Stimmen   | Anteil   | Stimmen   | Anteil   |
| 1974     | 190.921   | 00,7 %   | —         | —        |
| 1981     | —         | —        | —         | —        |
| 1988     | 4.376.742 | 14,5 %   | —         | —        |
| 1995     | 4.571.138 | 15,0 %   | —         | —        |
| 2002     | 4.805.307 | 16,9 %   | 5.525.906 | 17,8 %   |
| 2007     | 3.834.530 | 10,4 %   | —         | —        |

### Le Pen und die Justiz
Während seiner politischen Laufbahn machte Le Pen immer wieder durch rassistische, antisemitische, zuletzt auch homophobe Äußerungen, daneben auch durch Beleidigungen und andere Gesetzesübertretungen Schlagzeilen. Bis zum April 2007 wurde er 25-mal rechtskräftig verurteilt, unter anderem wegen der folgenden Delikte:
- Am 18. Dezember 1968 wurde Le Pen für eine Aussage auf einem Plattencover seiner Firma Serp (Société d’études et de relations publiques) wegen der Verherrlichung von Kriegsverbrechen und Komplizenschaft („apologie de crimes de guerre et complicité“) zu einer Strafe von 10.000 Francs (etwa 1500 Euro) verurteilt: „Die Machtergreifung Adolf Hitlers und der nationalsozialistischen Partei war gekennzeichnet von einer mächtigen Massenbewegung, alles in allem populär und demokratisch, weil sie aufgrund regulärer Wahlen siegte; ein Umstand, der im Allgemeinen vergessen wird…“[20][21][22]
- Ab 1987 erregte Le Pen wiederholt mit Aussagen zu den Gaskammern des Nationalsozialismus Aufsehen, so erstmals in einem Interview mit dem Radiosender RTL: „Ich stelle mir einige Fragen. Ich sage nicht, es habe die Gaskammern nie gegeben. Ich selbst konnte keine besichtigen, und ich habe diese Frage nicht ausführlich untersucht. Aber ich glaube, dass es sich um ein Detail der Geschichte des Zweiten Weltkriegs handelt.“[23] Le Pen wurde daraufhin am 18. März 1991 von einem französischen Gericht in Versailles zur Zahlung von 1,2 Millionen Francs (etwa 183.000 Euro) an die klagenden Anti-Diskriminierungs-Organisationen verurteilt.[24][25][26] Im Jahre 1997 erneuerte er die von ihm gemachte Aussage („Wenn Sie ein 1000 Seiten starkes Buch über den Zweiten Weltkrieg hernehmen, der 50 Millionen Tote zur Folge hatte, nehmen die Konzentrationslager zwei Seiten und die Gaskammern zehn bis 15 Zeilen ein. Das nennt man ein Detail“)[27] und wurde wiederum zu einer Geldstrafe verurteilt.[21][25] Er wiederholte 2015 seine Aussage; am 6. April 2016 verurteilte ihn ein Gericht (tribunal correctionnel de Paris) dafür zu einer Geldstrafe von 30.000 Euro.[28][29] In der Folge wurde er aus seiner Partei ausgeschlossen.
- 1993 und 1997 wurde Le Pen zu Geldstrafen von 5000 und 10.000 Francs wegen Beleidigung des Vorsitzenden einer Anti-Rassismus-Organisation und des Ministers Michel Durafour verurteilt.[25]
- Wegen Gewalt gegen eine Amtsträgerin in Ausübung ihrer Amtspflichten („violences sur personne dépositaire de l’autorité publique dans l’exercice de ses fonctions“) – eine Blockade gegen seine sozialistische Gegenkandidatin und Bürgermeisterin von Mantes-la-Ville Annette Peulvast-Bergeal führte zum Handgemenge und Fußtritten unbekannter Herkunft gegen die Sozialistin – wurde Le Pen am 17. November 1998 zu einem Jahr Unwählbarkeit, drei Monaten auf Bewährung und 8000 Francs Geldstrafe verurteilt.[25][30]
- Am 25. November 1998 führte die Aussage „Ich glaube an die Ungleichheit der Rassen“, geäußert auf einer Veranstaltung des FN im Jahr 1996, zu einer Verurteilung. Jean-Marie Le Pen und Bruno Maigret mussten 10.000 Francs an die Union des étudiants juifs de France zahlen.[25]
- 2004 wurde er wegen einer Interview-Aussage in der Tageszeitung Le Monde vom April 2003 zu einer Geldstrafe von 10.000 Euro wegen „Anstiftung zu Diskriminierung, Hass und Gewalt gegen eine Gruppe von Personen aufgrund ihrer Herkunft oder ihrer Zugehörigkeit oder fehlenden Zugehörigkeit zu einer Ethnie, Nation, Rasse oder Religion“ verurteilt. Die Aussage lautete: „An dem Tag, an dem wir in Frankreich nicht mehr fünf, sondern 25 Millionen Muslime haben, werden sie es sein, die Befehle erteilen. Und die Franzosen werden dicht an den Mauern entlanglaufen und mit gesenktem Blick von den Gehsteigen heruntertreten. Wenn sie es nicht machen, wird man ihnen sagen: ‚Warum siehst du mich so an? Suchst du Streit?‘ Und Ihnen wird nichts anderes übrig bleiben, als sich zu verziehen, andernfalls bekommen Sie eine Abreibung.“[31][25][32] Am 12. März 2008 führte die Wiederholung seiner Aussage gegenüber der Wochenzeitschrift Rivarol (Ausgabe vom 30. April 2004) zu einer weiteren Geldstrafe in Höhe von 10.000 Euro: „Wenn ich sage, dass die Franzosen bei Anwesenheit von 25 Millionen Muslimen an den Mauern entlanglaufen werden, antworten mir die Leute im Saal nicht ohne Grund: ‚Aber Herr Le Pen, das ist schon jetzt der Fall!‘“[32][33]
- Im November 2018 wurde Le Pen in Paris wegen homophober Äußerungen zu einer Geldstrafe von mehreren tausend Euro verurteilt.[34] Ein postwendendes Berufungsverfahren wurde unverzüglich durch seine anwaltschaftliche Vertretung in Aussicht gestellt.[35]
- Im Juli 2025 wies das EuG eine ursprünglich von Le Pen betriebene – von seinen Erben fortgeführte Klage – gegen einen Rückforderungsbescheid des EU-Parlamentes  in Höhe von über 303.202,99 EURO als unbegründet ab (Urteil  vom  16. Juli 2025 -  Rs. T‑480/24 - ).[36] Nach den zugrundeliegenden Feststellungen des  Europäischen  Amtes für Betrugsbekämpfung  hatte sich LePen in den Jahren 2009–2018 diverse  Kosten ungerechtfertigt erstatten lassen. Hierbei ging es unter anderem um Ausgaben für  129 Flaschen Wein,  Krawatten, Stifte, Visitenkarten, Regenschirme, Küchenwaagen,  Newsletter, Tischuhren, Armbänder und Virtual-Reality-Brillen.[37]

Le Pen führte auch selbst eine Reihe von Prozessen, vor allem gegen Presseorgane. Nachdem seine ehemalige Ehefrau nackt im Playboy aufgetreten war, veröffentlichte das französische Satireblatt Le Canard enchaîné auf der Titelseite der Ausgabe vom 17. Juni 1987 ein Foto, das Le Pen halb nackt darstellte. 1988 musste das Blatt 100.000 Francs Schadensersatz an Le Pen zahlen.

### Familie und Privates
Le Pen war in zweiter Ehe mit Jany Paschos verheiratet und Vater von drei Töchtern (Marie-Caroline, Yann und Marine) aus seiner Ehe mit Pierrette Lalanne. Alle drei sind politisch aktiv. Seine Enkelin Marion Maréchal-Le Pen, die Tochter von Jean-Marie Le Pens zweitältester Tochter Yann, betätigte sich mehrere Jahre ebenfalls im Front National. Im Scheidungsprozess von seiner ersten Frau Pierrette verweigerte Le Pen ihr jegliche Unterhaltszahlungen und äußerte, dass sie ja putzen gehen könne, wenn sie Geld bräuchte. Sie ließ sich daraufhin in einem knappen Putzfrauen-Kostüm für den Playboy fotografieren.
Jean-Marie Le Pen war der Taufpate einer Tochter des rechtsextremistischen Komikers Dieudonné M’bala M’bala.
Bis zu dem Anschlag im Jahr 1976 lebte die Familie im 15. Arrondissement und zog von dort einige Zeit später ins Montretout, ein Anwesen in Saint-Cloud, das Le Pen von einem verstorbenen wohlhabenden Anhänger, dem Zementunternehmenserben Hubert Lambert, vermacht bekommen hatte. Das Gebäude wurde zum Hauptquartier des FN und war bis zu seinem Tod in Le Pens Besitz und sein Eigentum. Dort wohnt weiterhin seine Tochter Yann. Zusammen mit seiner zweiten Frau Paschos wohnte Jean-Marie Le Pen in Rueil-Malmaison.
Durch einen traumatische Katarakt verlor Le Pen Anfang der 1970er-Jahre die Sehfähigkeit auf dem linken Auge. Er behauptete zeitweilig, sich die auslösende Verletzung im Jahr 1958 bei der Verteidigung eines Freundes, des algerienfranzösischen Abgeordneten Ahmed Djebbour, zugezogen zu haben. In seinen 2018 veröffentlichten Memoiren schrieb er jedoch, sich das Auge beim Aufbauen eines Festzelts im Wahlkampf für Jean-Louis Tixier-Vignancour 1965 verletzt zu haben. In den 1970er Jahren trug er eine Augenklappe, was ihm den Beinamen l’homme au bandeau („Mann mit der Augenklappe“) eintrug. Anfang der 1980er-Jahre ließ er sich stattdessen eine Augenprothese einsetzen, was ihm ein seriöseres Erscheinungsbild verleihen sollte.
Im April 2024 stellte das Tribunal de proximité in Puteaux den 95-jährigen Le Pen auf Antrag seiner Familie aufgrund seiner ärztlich festgestellten Geschäftsunfähigkeit unter rechtliche Betreuung (régime de protection juridique). Sein Gesundheitszustand habe sich nach dem Herzinfarkt im Jahr 2023 deutlich verschlechtert. Jean-Marie Le Pen starb am 7. Januar 2025 im Alter von 96 Jahren in Garches bei Paris. Die letzten Wochen seines Lebens hatte er dort in einem Pflegeheim verbracht.

## Öffentliche Wahrnehmung
Le Pen ist in der Öffentlichkeit häufig durch sexistische, rassistische und antisemitische Äußerungen aufgefallen. Im Februar 2002 gaben 80 % der Franzosen an, keine gute Meinung von Le Pen zu haben (16 % hatten die Meinung „eher ablehnend“, 64 % „sehr ablehnend“). Le Pen und der FN werden von den etablierten Medien als rechtsextremistisch eingestuft, allerdings verbreitete Le Pen selbst die Devise „ni droite, ni gauche, français“ (weder rechts noch links, französisch).
Am 14. November 2007 kam es im EU-Parlament zu einem Zwischenfall mit dem österreichischen EU-Abgeordneten Hans-Peter Martin. Le Pen soll Martin mit einer Geste „Fuck You“ signalisiert haben, als Martin, sowie der Großteil der anderen Abgeordneten, zu der offiziellen Auflösung der rechtsgerichteten ITS-Fraktion (Identität, Tradition, Souveränität) applaudierten, da sie nach dem Austritt der Groß-Rumänien-Partei nicht mehr über die erforderliche Fraktionsstärke von 20 Abgeordneten verfügte. Martin verlangte die Untersuchung des Vorfalls mit der Begründung, Le Pen habe sich ihm gegenüber „geradezu gewalttätig“ verhalten.
Zu den Anschlägen auf Charlie Hebdo sagte Le Pen: „Es tut mir leid, ich bin nicht Charlie. […] Ich fühle mich keineswegs dem Geist von Charlie verbunden. Ich werde nicht kämpfen, um den Geist von Charlie zu verteidigen, der ein anarchisch-trotzkistischer Geist ist, der die politische Moral zersetzt.“ Daher wurde der Front National nicht zu dem Gedenkmarsch für Charlie Hebdo eingeladen.
Der Tod Le Pens im Januar 2025 wurde in Paris und anderen Städten Frankreichs von hunderten Demonstranten bejubelt. Le Pens Grab im bretonischen La Trinité-sur-Mer wurde drei Wochen nach seiner Beerdigung von Unbekannten geschändet.